# Gaëtane Thiney
Gaëtane Thiney, née le 28 octobre 1985 à Troyes, est une footballeuse internationale française. Elle joue depuis l'été 2008 au FCF Juvisy Essonne, devenu en 2017 le Paris FC. Elle évolue au poste de milieu offensif et d'attaquante en club, comme en sélection, dont elle porte le maillot à 163 reprises, inscrivant 58 buts.

## Biographie

### En club

#### Ses débuts en D1 à Saint-Memmie
Gaëtane commence l'apprentissage du football chez les jeunes de l'ASS Brienne-le-Château, à quelques kilomètres à l'est de Troyes. Arrivant à un âge où la mixité n'est plus possible en compétition, elle rencontre la présidente de Saint-Memmie Olympique, Régine Pierre, et Marinette Pichon, qui lui propose plusieurs possibilités pour partir à l'internat. Elle fait finalement le choix de rester chez ses parents, et durant ses trois premières saisons, de 14 à 17 ans, s'entraînait donc avec les seniors garçons de Brienne-le-Château et allait jouer le week-end avec les filles de Saint-Memmie. Elle ne s'entraînait avec ces dernières que sur les périodes de vacances scolaires et sur la reprise de début de saison. Malgré la distance durant la semaine, elle est très rapidement intégrée par le coach Alain Rampant et les joueuses de l'équipe.
Elle fait ses débuts en première division le 17 septembre 2000 à 14 ans contre Quimper. Elle côtoie en club notamment Élise Bussaglia et Marinette Pichon. Avec Bussaglia, elle perd en finale la Coupe de France féminine des moins de 16 ans en 2001 avec l'équipe de la Ligue de Champagne-Ardenne. Elle faisait face en D1 à des équipes comme Juvisy ou Toulouse, très difficiles à battre. L'écart avec son club de Saint-Memmie était énorme, alors qu'elle n'avait que 15 ans, elle jouait contre des filles de 25 ans, qui avait déjà joué un Championnat d'Europe. Mais, elle met en avant la cohésion qui était présente ainsi de son club.

#### Passage à l'US Compiègne (2006-2008)
Alors qu'elle vit en 2005 la mort douloureuse d'une de ses coéquipières, elle ressent le besoin de découvrir un autre club après six saisons à Saint-Memmie. Elle reçoit alors de nombreuses sollicitations, notamment de Toulouse, du PSG, de Juvisy... Elle rejoint finalement à 20 ans l'US Compiègne pour la saison 2006-2007. Étudiante à Reims, elle négocie avec son nouveau club la possibilité de rester vivre à Reims et venir jouer à Compiègne.
Dans ce club de l'Oise, elle réalise une première saison correcte avec sa nouvelle équipe en 1re division, mais ne peut empêcher son club d'être relégué à l'échelon inférieur à l'issue du championnat. Se lassant des deux heures de route les jours d'entraînement, elle emménage finalement à Compiègne la deuxième saison et exerce en parallèle un emploi d’assistante au sein d’une école maternelle de la ville. Alors qu'elle reçoit des indemnités pour la première fois de sa vie, elle ne se voit pas partir au bout d'un an et conditionne alors sa durée au club avec une remontée en D1. Elle inscrit 20 buts en 18 matchs de 2e division et termine meilleure buteuse de son groupe. Mais l'équipe termine deuxième et reste en D2, elle quitte ainsi le club.

#### FCF Juvisy puis Paris FC (depuis 2008)

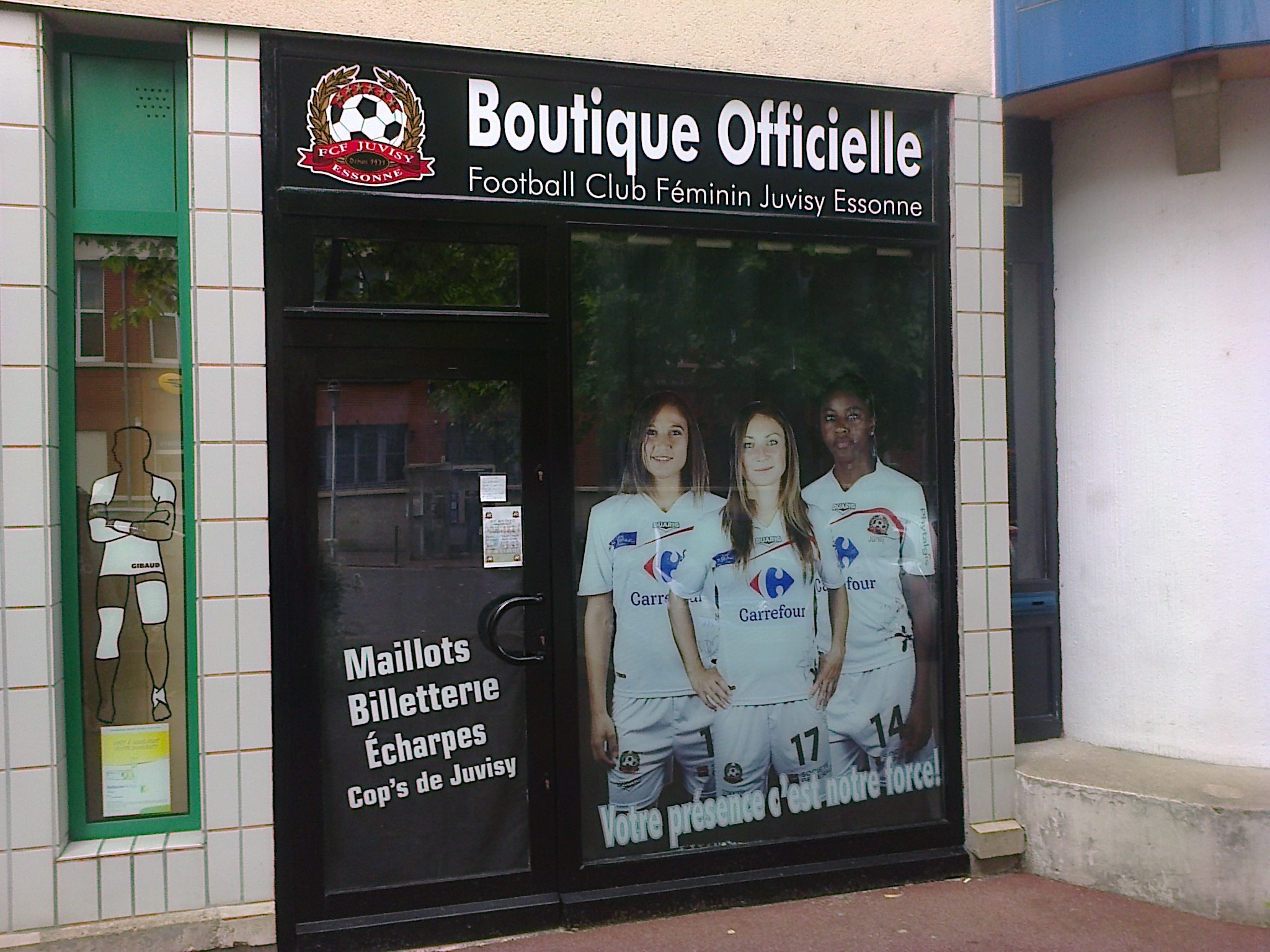
Gaëtane Thiney (ici au centre sur la devanture de la boutique du club) est l'une des figures de proue de l'équipe juvisienne.

Gaëtane Thiney a alors la volonté d'intégrer une équipe de haut niveau. Elle rejoint ainsi le FCF Juvisy, l'équipe la plus titrée à cette époque, à l'aube de la saison 2008-2009. Ayant cours à 8 heures à l'INSEP, et s'entraînant le soir à 19h30, elle avait des journées très chargées. Le travail athlétique est beaucoup plus intense dans ce club et la première année à Juvisy, elle perd six kilos. Elle inscrit tout de même 10 buts en 21 apparitions, aidant son club à terminer troisième du championnat de D1. La saison suivante, son club termine dauphin de l'Olympique lyonnais, et peut qualifie alors pour le tour préliminaire de la Ligue des champions 2010-2011. Durant cette saison, elle réalise un parcours européen jusqu'en quarts de finale et inscrit quatre buts en neuf apparitions, puis achève le championnat avec 11 réalisations en 21 matchs. Elle termine de nouveau à la deuxième place du championnat lors de la saison 2011-2012, mais améliore son record avec 14 buts marqués en 22 matchs et remporte surtout le trophée UNFP de la meilleure joueuse de Division 1, où elle était en concurrence avec Camille Abily et Lotta Schelin.
Lors de la saison 2012-2013, le FCF Juvisy finit 3e du championnat de France, et surtout va jusqu'en demi-finale de la Ligue des champions féminine, avant de tomber contre Lyon. Thiney met en avant l'alliance trouvée entre l'entraîneuse Sandrine Mathivet, la présidente Marie-Christine Terroni, Sandrine Soubeyrand et toutes les joueuses de cette génération-là, qui a permis cet exploit. Toutes compétitions confondues, Gaëtane Thiney inscrit 20 buts en 27 matchs.
2013-2014 est la saison la plus marquante de sa carrière : de nouveau à la 3e place du championnat de France, elle est désignée Meilleure joueuse de première Division par la Fédération française et remporte le trophée UNFP ; elle est également meilleure buteuse de D1 avec 25 buts en 22 rencontres.
Face à une compétition acharnée, la saison 2014-2015 est, pour le club de Juvisy, une année de développement sur le plan sportif et organisationnel. Le club conforte ainsi sa place dans le haut classement.
La saison 2015-2016 est un peu plus difficile pour le club qui finit à la 4e place derrière Montpellier. Le club s'offre toutefois une belle fin de saison, avec notamment une victoire 1-3 contre Montpellier, match lors duquel Gaëtane inscrit un but et délivre deux passes décisives, et un match nul face au Paris Saint-Germain Football Club (féminines) où Gaëtane Thiney délivre une passe décisive.
La saison 2016-2017 est une très mauvaise saison pour le club, qui termine seulement à la cinquième place. Gaëtane Thiney termine toutefois deuxième passeuse du championnat et meilleure passeuse française. Lorsque Juvisy cède ses droits sportifs au Paris FC, Gaëtane Thiney renouvelle son engagement au club en signant un contrant de deux saisons.
Gaëtane Thiney inscrit également le premier but du championnat de D1 féminine de 2017-2018, contre le FC Fleury. Le match se solde par une victoire 1-5 du Paris FC, avec un triplé de Gaëtane. Lors de la saison 2017-2018 elle inscrit son 150e but en première division féminine le 13 octobre 2018 contre le Rodez Aveyron Football.
Elle atteint et dépasse les 300 matchs avec le FCF Juvisy/Paris FC lors de la saison 2019-2020. Le 17 octobre 2020 lors du match contre Fleury (1-1), elle joue son 400e match en D1.
Le 16 mars 2024 lors de la 17ème journée de championnat à Guingamp elle marque ses 199ème et 200ème buts toutes compétitions confondue sous les couleurs du Paris FC/Juvisy lors d'une victoire 4-0.
Elle annonce le 1er avril 2025 lors de la saison 2024/2025 qu'elle prendra sa retraite en fin de saison.
Elle remporte dans la foulée le premier titre de sa carrière en battant le Paris SG en finale de coupe de france.
Le 11 mai 2025, elle dispute et perds lors de la demi-finale de D1 Arkema de nouveau face au PSG, ce match devient donc le dernier match de sa carrière,.
Elle finit aussi sa carrière  en étant meilleure passeuse du championnat en distillant 8 passes décisives pour ses coéquipières.

#### Prêt au Gotham FC
Prolongeant d'une saison son contrat avec le Paris FC, le 8 juin 2021, elle est prêtée jusqu'au 31 décembre 2021 au Gotham du NJ/NY en NWSL.

### En sélection

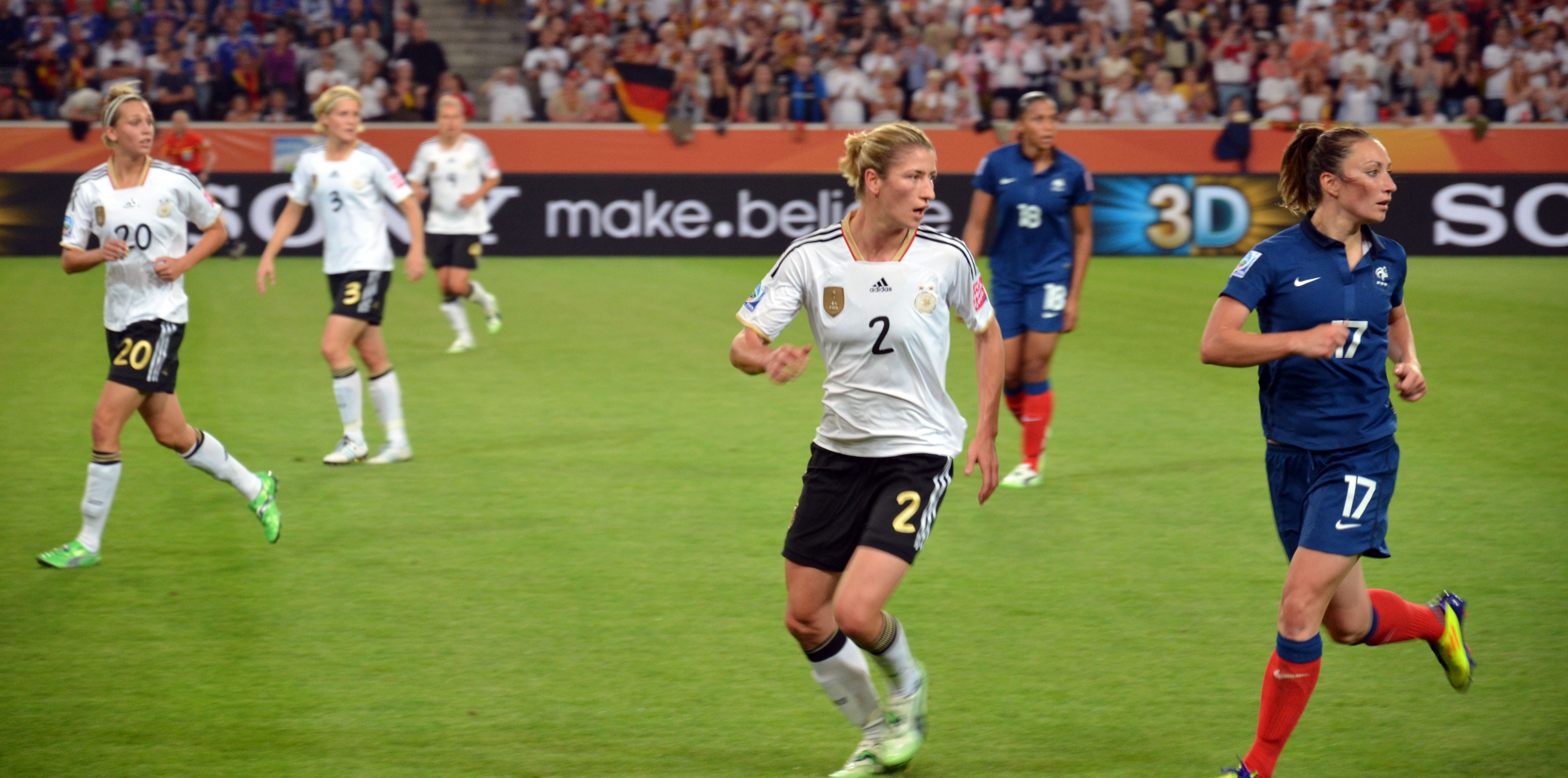
Gaëtane Thiney (à droite, en bleu) et Bianca Schmidt lors du match France - Allemagne de la coupe du monde de football féminin 2011.

Gaëtane commence son parcours en équipe de France des moins de 19 ans et devient avec les Bleuettes, sous les ordres de Bruno Bini, championne d'Europe des moins de 19 ans en 2003, avec notamment Élise Bussaglia, Laure Lepailleur, Ophélie Meilleroux ou encore Élodie Thomis.
Elle fait sa première apparition en équipe de France le 28 février 2007 face à la Chine (victoire 2-0), où elle marque un sublime but de l'extérieur du droit sous la transversale.
Elle participe par la suite à son premier tournoi majeur avec les Bleues lors de l'Euro féminin 2009, où elle inscrit son seul but de la compétition, en phase de groupe contre les futures championnes d’Europe allemandes (défaite 1-5).
Gaëtane se révèle décisive en sélection lors des éliminatoires de la Coupe du monde 2011, inscrivant son premier triplé face à l’Estonie le 28 octobre 2009 (victoire 12-0), l'unique but du match en Islande, qualifiant la France pour les barrages, puis un nouveau triplé dans ses terres natales face à la Serbie (victoire 7-0) au Stade de l'Aube, et enfin contribue avec un superbe but lors du barrage retour en Italie (victoire 3-2) à la qualification des Bleues pour la Coupe du monde en Allemagne. Pendant neuf mois (du 15 septembre 2010 au 18 juin 2011), et du 16 au 20 novembre 2011, elle est seule meilleure buteuse en activité en sélection.
Durant la Coupe du monde, elle contribue grandement à qualifier les Bleues pour les quarts de finale dès leur deuxième match face au Canada (victoire 4-0), en inscrivant un doublé pendant la rencontre : elle ouvre le score de la tête, puis double la mise sur une frappe enroulée des 20 mètres au ras du poteau droit et sera élue « joueuse du match ». Par la suite, Gaëtane et les Bleues terminent à la 4e place de cette compétition, après la défaite contre la Suède (1-2).
Elle est victorieuse avec l'équipe de France du tournoi de Chypre en mars 2012.
Elle participe aux Jeux olympiques de Londres et commence sa compétition par un but contre les États-Unis, équipe championne olympique en titre. Les bleues iront jusqu’en demi-finale et terminent la compétition à la 4e place après un match contre le Japon, où elles perdent de peu devant 60 000 personnes au stade de Wembley.
En 2013, elle atteint les quarts de finale de l’Euro contre le Danemark, ce qui sera ressenti comme une contre-performance après leurs performances aux Jeux olympiques. En club avec le FCF Juvisy, Gaëtane parvient jusqu’aux demi-finales de la Ligue des champions féminine de l’UEFA.
En 2014, Gaëtane Thiney confirme son statut de cadre de l'équipe de France en inscrivant 15 buts en 17 matchs et se qualifie pour la coupe du monde.
2015, année de la coupe du monde, elle finit 2e avec l'équipe de France du tournoi de l’Algarve, vaincue en finale par les États-Unis. En demi-finale contre le Japon, Gaëtane inscrit un doublé et offre une très belle passe décisive. Lors de l'été, la France est éliminée par l'Allemagne aux tirs au but en quarts de finale lors de la Coupe du monde. Entrée en jeu lors des prolongations, Gaëtane Thiney tire le 1er penalty et marque face à Nadine Angerer. Les Bleues, pourtant favorites de la compétition, sont éliminées à la suite de l'arrêt du 5e tir par la gardienne allemande.
Fin octobre 2015, Gaëtane n'est pas sélectionnée pour la double confrontation contre les Pays-Bas et l'Ukraine. Le sélectionneur Philippe Bergeroo invoque un choix sportif, alors que Camille Abily accuse quant à elle Gaëtane d'être « sortie du cadre ». Malgré ses 11 buts avec Juvisy lors de la saison 2015-2016, Gaëtane ne sera jamais rappelée sous l'ère Bergeroo. Non sélectionnée pour les Jeux olympiques 2016, elle sort enfin de son silence et accepte de donner une interview pour le journal l'Equipe. Elle réfute les accusations de mauvais comportement colportées par son ancienne coéquipière, déclarations qu'elle met sur le compte de « l'euphorie ».
Après l'élimination précoce de la France en quarts de finale des Jeux olympiques, Olivier Echouafni est nommé pour remplacer Philippe Bergeroo à la tête des Bleues et rappelle Gaëtane Thiney.
Au 7 avril 2017, elle compte 136 sélections et 55 buts en équipe nationale.
Le 2 mai 2019, elle est convoquée parmi les 23 pour disputer la coupe du monde 2019.
Elle n'est plus appelée en équipe de France depuis 2019, depuis que Corinne Diacre lui a signifié qu'elle ne comptait plus sur elle.
A l'automne 2023, malgré ses bonnes performances en club, elle n'est pas sélectionnée pour les matchs ayant lieu fin octobre, Hervé Renard préférant penser à l'avenir et miser sur la jeunesse.

### Activités parallèles
Elle mène en parallèle un projet professionnel comme conseillère technique nationale à la Fédération française de football, chargée du développement des pratiques du football chez les jeunes. Elle est marraine de l'association Team Léo du souffle pour Léonie et ses amis, qui a pour but de lutter contre la mucoviscidose.
Gaëtane Thiney, tout en poursuivant sa carrière de joueuse, est très tôt, recrutée comme consultante. Ainsi, elle commente des rencontres de Coupe de France pour Eurosport dès janvier 2013. Elle intervient ensuite en tant que consultante dans les émissions du groupe Canal +. En janvier 2016, elle devient la première femme à commenter un match de Ligue 1 de football.
En avril 2020, elle lance sa propre marque de champagne, en provenance exclusive de la Côte des Bar du département de l'Aube.

## Statistiques

### Détails par saison
| Saison                | Club                   | Championnat           | Championnat | Championnat | Coupe(s) nationale(s) | Coupe(s) nationale(s) | Compétition(s) continentale(s) | Compétition(s) continentale(s) | Compétition(s) continentale(s) | Play-offs | Play-offs | France | France | Total | Total |
| Saison                | Club                   | Division              | M.          | B.          | M.                    | B.                    | Comp.                          | M.                             | B.                             | M.        | B.        | M.     | B.     | M.    | B.    |
| 2000-2001             | Saint-Memmie Olympique | N1A                   | 22          | 3           | -                     | -                     | -                              | -                              | -                              | -         | -         | -      | -      | 22    | 3     |
| 2001-2002             | Saint-Memmie Olympique | N1A                   | 20          | 2           |                       |                       | -                              | -                              | -                              | -         | -         | -      | -      | 20    | 2     |
| 2002-2003             | Saint-Memmie Olympique | D1                    | 20          | 3           |                       |                       | -                              | -                              | -                              | -         | -         | -      | -      | 20    | 3     |
| 2003-2004             | Saint-Memmie Olympique | D1                    | 22          | 1           |                       |                       | -                              | -                              | -                              | -         | -         | -      | -      | 22    | 1     |
| 2004-2005             | Saint-Memmie Olympique | D1                    | 20          | 6           |                       |                       | -                              | -                              | -                              | -         | -         | -      | -      | 20    | 6     |
| 2005-2006             | Saint-Memmie Olympique | D1                    | 22          | 7           |                       |                       | -                              | -                              | -                              | -         | -         | -      | -      | 22    | 7     |
| Sous-total            | Sous-total             | Sous-total            | 126         | 22          |                       |                       | -                              | -                              | -                              | -         | -         | -      | -      | 126   | 22    |
| 2006-2007             | US Compiègne CO        | D1                    | 21          | 5           | 2                     | 1                     | -                              | -                              | -                              | -         | -         | 8      | 2      | 31    | 8     |
| 2007-2008             | US Compiègne CO        | D2                    | 18          | 20          | 4                     | 5                     | -                              | -                              | -                              | -         | -         | 8      | 3      | 30    | 28    |
| Sous-total            | Sous-total             | Sous-total            | 39          | 25          | 6                     | 6                     | -                              | -                              | -                              | -         | -         | 16     | 5      | 61    | 36    |
| 2008-2009             | FCF Juvisy             | D1                    | 21          | 10          | 3                     | 0                     | -                              | -                              | -                              | -         | -         | 7      | 0      | 31    | 10    |
| 2009-2010             | FCF Juvisy             | D1                    | 22          | 9           | 4                     | 1                     | -                              | -                              | -                              | -         | -         | 13     | 8      | 39    | 18    |
| 2010-2011             | FCF Juvisy Essonne     | D1                    | 21          | 11          | 5                     | 4                     | WCL                            | 9                              | 4                              | -         | -         | 14     | 8      | 49    | 27    |
| 2011-2012             | FCF Juvisy Essonne     | D1                    | 22          | 14          | 3                     | 2                     | -                              | -                              | -                              | -         | -         | 18     | 9      | 43    | 25    |
| 2012-2013             | FCF Juvisy Essonne     | D1                    | 17          | 13          | 2                     | 5                     | WCL                            | 8                              | 2                              | -         | -         | 19     | 5      | 46    | 25    |
| 2013-2014             | FCF Juvisy Essonne     | D1                    | 22          | 25          | 5                     | 3                     | -                              | -                              | -                              | -         | -         | 22     | 15     | 49    | 43    |
| 2014-2015             | FCF Juvisy Essonne     | D1                    | 22          | 14          | 4                     | 4                     | -                              | -                              | -                              | -         | -         | 18     | 5      | 44    | 23    |
| 2015-2016             | FCF Juvisy Essonne     | D1                    | 21          | 11          | 3                     | 3                     | -                              | -                              | -                              | -         | -         | -      | -      | 24    | 14    |
| 2016-2017             | FCF Juvisy Essonne     | D1                    | 21          | 8           | 4                     | 3                     | -                              | -                              | -                              | -         | -         | 14     | 0      | 39    | 11    |
| 2017-2018             | Paris Football Club    | D1                    | 22          | 11          | 2                     | 1                     | -                              | -                              | -                              | -         | -         | 5      | 2      | 29    | 14    |
| 2018-2019             | Paris Football Club    | D1                    | 22          | 8           | 4                     | 2                     | -                              | -                              | -                              | -         | -         | 15     | 1      | 41    | 11    |
| 2019-2020             | Paris Football Club    | D1                    | 14          | 2           | 1                     | 0                     | -                              | -                              | -                              | -         | -         | 2      | 0      | 17    | 2     |
| 2020-2021             | Paris Football Club    | D1                    | 22          | 3           | 1                     | 0                     | -                              | -                              | -                              | -         | -         | 0      | 0      | 23    | 3     |
| 2021-2022             | Paris Football Club    | D1                    | 11          | 3           | 3                     | 4                     | -                              | -                              | -                              | -         | -         | -      | -      | 14    | 7     |
| Sous-total            | Sous-total             | Sous-total            | 280         | 142         | 44                    | 32                    | -                              | 17                             | 6                              | -         | -         | 147    | 53     | 488   | 233   |
| 2021                  | Gotham du NJ/NY (prêt) | NWSL                  | 13          | 2           | -                     | -                     | -                              | -                              | -                              | -         | -         | -      | -      | 13    | 2     |
| 2022-2023             | Paris Football Club    | D1                    | 21          | 5           | 1                     | 1                     | WCL                            | 2                              | 0                              | -         | -         | -      | -      | 24    | 6     |
| 2023-2024             | Paris Football Club    | D1                    | 21          | 9           | 4                     | 2                     | WCL                            | 10                             | 3                              | 2         | 0         | -      | -      | 37    | 14    |
| 2024-2025             | Paris Football Club    | D1                    | 22          | 5           | 5                     | 4                     | WCL                            | 4                              | 1                              | 1         | 0         | -      | -      | 32    | 10    |
| Sous-total            | Sous-total             | Sous-total            | 64          | 19          | 10                    | 7                     | -                              | 16                             | 4                              | 3         | 0         | -      | -      | 93    | 30    |
| Total sur la carrière | Total sur la carrière  | Total sur la carrière | 522         | 210         | 60                    | 45                    | -                              | 33                             | 10                             | 3         | 0         | 163    | 58     | 781   | 323   |

### Buts en sélection
| Buts en sélection de Gaëtane Thiney | Buts en sélection de Gaëtane Thiney | Buts en sélection de Gaëtane Thiney                        | Buts en sélection de Gaëtane Thiney | Buts en sélection de Gaëtane Thiney | Buts en sélection de Gaëtane Thiney     | Buts en sélection de Gaëtane Thiney |                 |      |
| Buts                                | Date                                | Lieu                                                       | Adversaire                          | Résultat                            | Compétition                             | Détail des buts                     | Détail des buts | Sél. |
| ----------------------------------- | ----------------------------------- | ---------------------------------------------------------- | ----------------------------------- | ----------------------------------- | --------------------------------------- | ----------------------------------- | --------------- | ---- |
| 1er                                 | 28 février 2007                     | Stade Robert Brettes, Mérignac, France                     | Chine                               | 2-0                                 | Match amical                            | 48e                                 | 1-0             | 1re  |
| 2e                                  | 30 mai 2007                         | Stade Camille-Lebon, Angoulême, France                     | Slovénie                            | 6-0                                 | Éliminatoires de l'Euro 2009            | 80e                                 | 6-0             | 7e   |
| 3e                                  | 1er octobre 2007                    | Mitsubishi Forklift Stadion, Almere, Pays-Bas              | Pays-Bas                            | 1-4                                 | Match amical                            | 58e                                 | 0-4             | 9e   |
| 4e                                  | 27 octobre 2007                     | Stadion Kralj Petar, Belgrade, Serbie                      | Serbie                              | 0-8                                 | Éliminatoires de l'Euro 2009            | 71e                                 | 0-7             | 10e  |
| 5e                                  | 8 mars 2008                         | Stade Mohammed-V, Casablanca, Maroc                        | Maroc                               | 0-6                                 | Match amical                            | 40e                                 | 0-4             | 13e  |
| 6e                                  | 27 août 2009                        | Stade Ratina, Tampere, Finlande                            | Allemagne                           | 1-5                                 | Euro 2009                               | 51e                                 | 1-4             | 26e  |
| 7e                                  | 24 octobre 2009                     | Stade de Gerland, Lyon, France                             | Islande                             | 2-0                                 | Éliminatoires de la Coupe du monde 2011 | 23e                                 | 1-0             | 30e  |
| 8e                                  | 28 octobre 2009                     | Stade Jules-Deschaseaux, Le Havre, France                  | Estonie                             | 12-0                                | Éliminatoires de la Coupe du monde 2011 | 37e                                 | 4-0             | 31e  |
| 9e                                  | 28 octobre 2009                     | Stade Jules-Deschaseaux, Le Havre, France                  | Estonie                             | 12-0                                | Éliminatoires de la Coupe du monde 2011 | 41e                                 | 6-0             | 31e  |
| 10e                                 | 28 octobre 2009                     | Stade Jules-Deschaseaux, Le Havre, France                  | Estonie                             | 12-0                                | Éliminatoires de la Coupe du monde 2011 | 47e                                 | 7-0             | 31e  |
| 11e                                 | 21 novembre 2009                    | Gradski Stadion, Inđija, Serbie                            | Serbie                              | 0-2                                 | Éliminatoires de la Coupe du monde 2011 | 27e                                 | 0-1             | 32e  |
| 12e                                 | 20 juin 2010                        | Stade Léo-Lagrange, Besançon, France                       | Croatie                             | 3-0                                 | Éliminatoires de la Coupe du monde 2011 | 22e                                 | 1-0             | 35e  |
| 13e                                 | 23 juin 2010                        | Stade de Kadriorg, Tallinn, Estonie                        | Estonie                             | 0-6                                 | Éliminatoires de la Coupe du monde 2011 | 21e                                 | 0-1             | 36e  |
| 14e                                 | 21 août 2010                        | Laugardalsvöllur, Reykjavik, Islande                       | Islande                             | 0-1                                 | Éliminatoires de la Coupe du monde 2011 | 59e                                 | 0-1             | 37e  |
| 15e                                 | 25 août 2010                        | Stade de l'Aube, Troyes, France                            | Serbie                              | 7-0                                 | Éliminatoires de la Coupe du monde 2011 | 32e                                 | 2-0             | 38e  |
| 16e                                 | 25 août 2010                        | Stade de l'Aube, Troyes, France                            | Serbie                              | 7-0                                 | Éliminatoires de la Coupe du monde 2011 | 63e                                 | 5-0             | 38e  |
| 17e                                 | 25 août 2010                        | Stade de l'Aube, Troyes, France                            | Serbie                              | 7-0                                 | Éliminatoires de la Coupe du monde 2011 | 88e                                 | 7-0             | 38e  |
| 18e                                 | 15 septembre 2010                   | Stade Pietro Barbetti, Gubbio, Italie                      | Italie                              | 2-3                                 | Éliminatoires de la Coupe du monde 2011 | 57e                                 | 1-2             | 40e  |
| 19e                                 | 2 mars 2011                         | Stade GSP, Nicosie, Chypre                                 | Suisse                              | 2-0                                 | Match amical (Cyprus Cup 2011)          | 23e                                 | 1-0             | 42e  |
| 20e                                 | 30 juin 2011                        | Rewirpowerstadion, Bochum, Allemagne                       | Canada                              | 0-4                                 | Coupe du monde 2011                     | 24e                                 | 0-1             | 50e  |
| 21e                                 | 30 juin 2011                        | Rewirpowerstadion, Bochum, Allemagne                       | Canada                              | 0-4                                 | Coupe du monde 2011                     | 60e                                 | 0-2             | 50e  |
| 22e                                 | 22 octobre 2011                     | Parc y Scarlets, Llanelli, Pays de Galles                  | Pays de Galles                      | 1-4                                 | Éliminatoires de l'Euro 2013            | 43e                                 | 1-1             | 58e  |
| 23e                                 | 22 octobre 2011                     | Parc y Scarlets, Llanelli, Pays de Galles                  | Pays de Galles                      | 1-4                                 | Éliminatoires de l'Euro 2013            | 74e                                 | 1-3             | 58e  |
| 24e                                 | 26 octobre 2011                     | Stade de l'Aube, Troyes, France                            | Israël                              | 5-0                                 | Éliminatoires de l'Euro 2013            | 15e                                 | 1-0             | 59e  |
| 25e                                 | 26 octobre 2011                     | Stade de l'Aube, Troyes, France                            | Israël                              | 5-0                                 | Éliminatoires de l'Euro 2013            | 37e                                 | 3-0             | 59e  |
| 26e                                 | 26 octobre 2011                     | Stade de l'Aube, Troyes, France                            | Israël                              | 5-0                                 | Éliminatoires de l'Euro 2013            | 38e                                 | 4-0             | 59e  |
| 27e                                 | 16 novembre 2011                    | Stade René Serge Nabajoth, Les Abymes (Guadeloupe), France | Uruguay                             | 8-0                                 | Match amical                            | 6e                                  | 1-0             | 60e  |
| 28e                                 | 16 novembre 2011                    | Stade René Serge Nabajoth, Les Abymes (Guadeloupe), France | Uruguay                             | 8-0                                 | Match amical                            | 45e                                 | 4-0             | 60e  |
| 29e                                 | 28 février 2012                     | Stade GSP, Nicosie, Chypre                                 | Suisse                              | 3-0                                 | Match amical (Cyprus Cup 2012)          | 17e                                 | 2-0             | 63e  |
| 30e                                 | 4 mars 2012                         | Stade Dhasaki Achnas, Akhna, Chypre                        | Angleterre                          | 0-3                                 | Match amical (Cyprus Cup 2012)          | 80e                                 | 0-3             | 65e  |
| 31e                                 | 11 juillet 2012                     | Stade Pierre-Brisson, Beauvais, France                     | Russie                              | 3-0                                 | Match amical                            | 11e                                 | 1-0             | 70e  |
| 32e                                 | 25 juillet 2012                     | Hampden Park, Glasgow, Écosse                              | États-Unis                          | 4-2                                 | Jeux olympiques 2012                    | 12e                                 | 0-1             | 72e  |
| 33e                                 | 6 mars 2013                         | Stade Marcel-Picot, Nancy, France                          | Brésil                              | 2-2                                 | Match amical                            | 86e                                 | 2-2             | 83e  |
| 34e                                 | 1er juin 2013                       | Stade du Hainaut, Valenciennes, France                     | Finlande                            | 3-0                                 | Match amical                            | 37e                                 | 2-0             | 86e  |
| 35e                                 | 29 juin 2013                        | Stade Auguste-Delaune, Reims, France                       | Norvège                             | 1-0                                 | Match amical                            | 64e                                 | 1-0             | 87e  |
| 36e                                 | 25 septembre 2013                   | Stade Kazhimukan Munaitpasov, Astana, Kazakhstan           | Kazakhstan                          | 0-4                                 | Éliminatoires de la Coupe du monde 2015 | 17e                                 | 0-2             | 94e  |
| 37e                                 | 25 septembre 2013                   | Stade Kazhimukan Munaitpasov, Astana, Kazakhstan           | Kazakhstan                          | 0-4                                 | Éliminatoires de la Coupe du monde 2015 | 37e                                 | 0-4             | 94e  |
| 38e                                 | 25 octobre 2013                     | Stade Pierre-Brisson, Beauvais, France                     | Pologne                             | 6-0                                 | Match amical                            | 90+2e                               | 5-0             | 95e  |
| 39e                                 | 23 novembre 2013                    | Lovech Stadion, Lovetch, Bulgarie                          | Bulgarie                            | 0-10                                | Éliminatoires de la Coupe du monde 2015 | 9e                                  | 0-2             | 97e  |
| 40e                                 | 23 novembre 2013                    | Lovech Stadion, Lovetch, Bulgarie                          | Bulgarie                            | 0-10                                | Éliminatoires de la Coupe du monde 2015 | 75e                                 | 0-8             | 97e  |
| 41e                                 | 23 novembre 2013                    | Lovech Stadion, Lovetch, Bulgarie                          | Bulgarie                            | 0-10                                | Éliminatoires de la Coupe du monde 2015 | 79e                                 | 0-9             | 97e  |
| 42e                                 | 28 novembre 2013                    | MMArena, Le Mans, France                                   | Bulgarie                            | 14-0                                | Éliminatoires de la Coupe du monde 2015 | 4e                                  | 3-0             | 98e  |
| 43e                                 | 28 novembre 2013                    | MMArena, Le Mans, France                                   | Bulgarie                            | 14-0                                | Éliminatoires de la Coupe du monde 2015 | 11e                                 | 5-0             | 98e  |
| 44e                                 | 28 novembre 2013                    | MMArena, Le Mans, France                                   | Bulgarie                            | 14-0                                | Éliminatoires de la Coupe du monde 2015 | 41e                                 | 9-0             | 98e  |
| 45e                                 | 28 novembre 2013                    | MMArena, Le Mans, France                                   | Bulgarie                            | 14-0                                | Éliminatoires de la Coupe du monde 2015 | 83e                                 | 13-0            | 98e  |
| 46e                                 | 8 février 2014                      | Stade de la Licorne, Amiens, France                        | Suède                               | 3-0                                 | Match amical                            | 14e                                 | 1-0             | 99e  |
| 47e                                 | 12 mars 2014                        | Stade GSP, Nicosie, Chypre                                 | Angleterre                          | 0-2                                 | Match amical (Cyprus Cup 2014)          | 6e                                  | 0-1             | 103e |
| 48e                                 | 5 avril 2014                        | Stade Jean-Bouin, Angers, France                           | Kazakhstan                          | 7-0                                 | Éliminatoires de la Coupe du monde 2015 | 54e                                 | 6-0             | 104e |
| 49e                                 | 5 avril 2014                        | Stade Jean-Bouin, Angers, France                           | Kazakhstan                          | 7-0                                 | Éliminatoires de la Coupe du monde 2015 | 88e                                 | 7-0             | 104e |
| 50e                                 | 7 mai 2014                          | Stade Léo-Lagrange, Besançon, France                       | Hongrie                             | 4-0                                 | Éliminatoires de la Coupe du monde 2015 | 61e                                 | 3-0             | 106e |
| 51e                                 | 13 septembre 2014                   | ISS Stadion, Vantaa, Finlande                              | Finlande                            | 0-2                                 | Éliminatoires de la Coupe du monde 2015 | 58e                                 | 0-2             | 111e |
| 52e                                 | 9 mars 2015                         | Estádio Municipal da Bela Vista, Parchal, Portugal         | Japon                               | 1-3                                 | Match amical (Algarve Cup 2015)         | 54e                                 | 1-1             | 119e |
| 53e                                 | 9 mars 2015                         | Estádio Municipal da Bela Vista, Parchal, Portugal         | Japon                               | 1-3                                 | Match amical (Algarve Cup 2015)         | 84e                                 | 1-3             | 119e |
| 54e                                 | 22 mai 2015                         | Stade Gaston-Petit, Châteauroux, France                    | Russie                              | 2-1                                 | Match amical                            | 2e                                  | 1-0             | 122e |
| 55e                                 | 22 mai 2015                         | Stade Gaston-Petit, Châteauroux, France                    | Russie                              | 2-1                                 | Match amical                            | 57e                                 | 2-1             | 122e |
| 56e                                 | 1er mars 2018                       | Mapfre Stadium, Colombus, États-Unis                       | Angleterre                          | 4-1                                 | Match amical (SheBelieves Cup)          | 77e                                 | 4-1             | 141e |
| 57e                                 | 6 avril 2018                        | MMArena, Le Mans, France                                   | Nigeria                             | 8-0                                 | Match amical                            | 45e                                 | 3-0             | 145e |
| 58e                                 | 1er septembre 2018                  | Stade de la Licorne, Amiens, France                        | Mexique                             | 4-0                                 | Match amical                            | 49e                                 | 2-0             | 146e |

Tableau réalisé d'après les statistiques et les rapports de matchs officiels de la Fédération française de football.

## Palmarès
- Coupe de l'Aube et championnat de l'Aube 1999 (-13 ans)
- Championne d'Europe des moins de 19 ans : 2003
- Élue meilleure joueuse de Division 1 en 2011-2012 et en 2013-2014

Coupe de France (1)
- - Vainqueur : 2025